# Герб Габона
Герб Габона — государственный символ Габона, разработанный швейцарским геральдистом и векселлогистом Луи Мюлемманом, одним из членов-учредителей FIAV и также проектировщиком прежнего герба Конго. Герб используется с 15 июля 1963 года.

## Описание
Герб представляет собой золотой щит с зелёной главой, обременённой тремя золотыми безантами. В щите на лазоревом основании чёрный корабль, на корме у которого помещён флаг Габона. Щит держат две противопоставленные восстающие смотрящие впрям чёрные пантеры с золотым вооружением и червлёным языком. Позади щита золотое древо с зелёной кроной, на корни которого опираются щитодержатели. Выше щита серебряная девизная лента с чёрной надписью Uniti Progredimur, ниже — лазоревая девизная лента с надписью золотыми литерами Union, Travail, Justice.

## Символика
Чёрный корабль символизирует Габон, двигающийся к светлому будущему, золотые безанты во главе — богатство страны полезными ископаемыми. Чёрные пантеры символизируют бдительность и храбрость президента, защищающего нацию. Древо окуме указывает на торговлю древесиной.
Верхний латиноязычный девиз означает «Продвигаемся вместе», нижний на французском языке переводится как «Союз, Труд, Правосудие».